# Selçuk Bayraktar

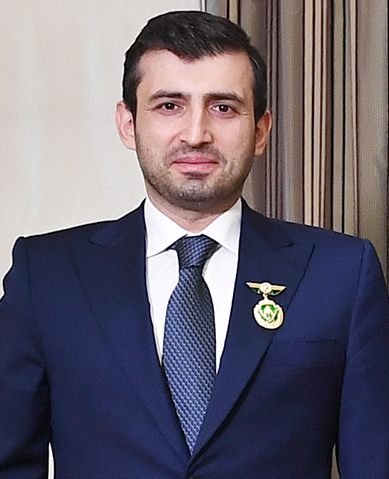
Selçuk Bayraktar (2021)

Selçuk Bayraktar (* 17. Oktober 1979 in Istanbul) ist ein türkischer Ingenieur und Unternehmer. Er ist Vorsitzender und CTO (Chief Technology Officer) des Rüstungsunternehmens Baykar, das unter anderem die unbemannte Kampfdrohne Bayraktar TB2 vertreibt.

## Werdegang
Nach dem Abschluss der Schulbildung am Robert College in Istanbul studierte er Elektrotechnik an der Technischen Universität Istanbul. Danach folgte ein Masterstudiengang an der University of Pennsylvania, den er 2004 beendete. Die Forschung im Rahmen des Masterstudiums beinhaltete eine erfolgreiche Demonstration der Luft-Boden-Koordination von UAVs im Formationsflug neben territorialen Roboter-Teams. Für diese Arbeit erhielt er ein Stipendiumsangebot des Massachusetts Institute of Technology (MIT), wo er seine Studien fortsetzte und einen zweiten Mastertitel erwarb.
2007 kehrte er in die Türkei zurück und übernahm als CTO die technische Leitung von Baykar.

## Persönliches
Er ist mit der Ökonomin Sümeyye Erdoğan verheiratet, Tochter des türkischen Präsidenten Recep Tayyip Erdoğan. Sie haben eine Tochter.

## Auszeichnungen
- Karabach-Orden, verliehen am 1. April 2021 durch Präsident İlham Əliyev[4]
- Verdienstorden dritter Klasse, verliehen am 2. Oktober 2022 durch Präsident Wolodymyr Selenskyj[5]